# Административный регламент
Административный регламент — официальный документ, регламентирующий предоставление государственными органами услуг гражданам и организациям.
Административный регламент исполнения государственных функций — обязательный для исполнения порядок действий (решений) органа исполнительной власти, его структурных подразделений и должностных лиц, направленный на осуществление их полномочий в процессе исполнения государственных функций. Административные регламенты должны четко определять круг обязанностей и прав органа власти, сферу его юрисдикции, раскрыть возможные формы внутренних взаимодействий различных органов власти между собой на всех этапах прохождения документов в процессе принятия решений. Введение административных регламентов даёт как предприятиям, так и отдельным гражданам возможность осуществления контроля за процедурами рассмотрения их документов и обращений. Таким образом создается реальная база для прозрачности ведомства.
В административном регламенте указываются:
- перечень услуг;
- должностные обязанности, права, ответственность государственных служащих;
- должностной регламент государственного служащего.

Целью использования административных регламентов является решение определенных общих задач:
- детальная регламентация деятельности государственных служащих;
- обеспечение открытости деятельности органов исполнительной власти;
- противодействие коррупции, снижение коррупциогенных факторов;
- оптимизация деятельности органов исполнительной власти, повышение её эффективности.

## Электронный регламент
Для решения таких важных для граждан проблем, как сокращение сроков прохождения документооборота, уменьшение количества злоупотреблений чиновников и сокращение количества допускаемых ошибок, вводятся электронные регламенты. Их задачей является законодательное создание механизмов, позволяющих контролировать административные процессы и как следствие — стимулировать повышение качества работы государственных служащих во всех органах власти. Электронные регламенты в целом можно квалифицировать как один из важнейших стимулов повышения качества и прозрачности работы органов государственной власти.

## В России
В современной российской практике регламентация исполнения государственных функций и оказания государственных услуг неразрывно связана с административной реформой, в которой создание административных регламентов занимало центральное место.
Для России, где слабы традиции служения государственных институтов обществу, нет устойчивых механизмов ориентации деятельности государственных организаций на общественные потребности, необходима исчерпывающая и жесткая формулировка государственных обязательств, что, собственно, и предполагается сделать в форме регламентов.
Административная реформа в России стартовала в 2003 году. Руководством страны тогда были поставлены четкие задачи — ограничить вмешательство государства в экономическую деятельность, исключить чрезмерное регулирование, повысить качество и доступность государственных услуг, а также эффективность деятельности органов власти.